# 前川站 (慈江道)
前川站（韓語：전천역）是朝鮮民主主義人民共和國慈江道前川郡前川邑的一個鐵路車站，属于满浦线。

## 历史
- 1936年12月1日，开通使用。

## 邻近车站
满浦线
雲松站 - 前川站 - 花岩站